# Npm (phần mềm)
npm (viết tắt của Node Package Manager / nodepm (pkgmakeinst)) là chương trình quản lý thư viện (package manager) ngầm định trong môi trường Node.js. Nó bao gồm một trình gọi dòng lệnh (CLI) từ máy khách Client với tên gọi là npm, và cơ sở dữ liệu trực tuyến chứa các gói public và private còn được gọi là npm registry. npm registry được gọi từ npm client và trên web browser. Tất cả được quản lý trực tiếp từ npm, Inc.

## Quá trình phát triển
npm được viết hoàn toàn bằng JavaScript và được phát triển bởi Isaac Z. Schlueter. Được lấy cảm hứng từ những thiếu sót từ các dự án tương tự Perl, PHP.

## Ý nghĩa
NPM mang đến cho lập trình viên NodeJS một kho thư viện mở,. Các thư viện được đóng gói dưới dạng các package được lập trình viên ở khắp mọi nơi đóng góp. Khi một dự án cần đến sự hỗ trợ của thư viện, lập trình viên chỉ cần tải nó về từ NPM bằng cách sử dụng câu lệnh trực tiếp hoặc khai báo các thư viện đựoc yêu cầu trong tập tin package.json.

## Một số thư viện thông dụng
- React.JS[3][4]
- Typescript[5][6]
- Discord.JS[7][8]
- Socket.IO[9][10]